# Context (taal)
De context is de totale omgeving waarin iets zijn betekenis krijgt. 
Hierbij kan zowel letterlijk "tekst" worden bedoeld als een situatie of betrokken personen. De context is de achtergrond of referentie van een uitdrukking, idee of gebeurtenis waaraan het zijn betekenis ontleent. Taalkundig wordt met context de zinsdelen, het hoofdstuk of de publicatie bedoeld waarin een woord of passage voorkomt en waaraan het zijn specifieke betekenis ontleent.

## Tekst
De betekenis van woorden is in veel gevallen afhankelijk van de woorden die eromheen gegroepeerd staan. Het woord kan letterlijk of figuurlijk bedoeld zijn.
- De huismus is een bedreigde diersoort aan het worden.
- De mussen maken ruzie in de tuin.
- De huismus wil niet uitgaan.
- De mussen vielen van het dak.

De eerste twee zinnen hebben duidelijk betrekking op beestjes met vleugels en een staart. Bij de derde zin wordt hetzelfde woord gebruikt als in de eerste, maar wordt er een mens mee bedoeld. De laatste zin heeft noch met vogeltjes, noch met enig ander beest te maken, toch wordt hetzelfde woord gebruikt als in de tweede zin.

## Situatie
Het korte zinnetje "Dat is vet" heeft totaal verschillende (hoewel soms enigszins samenhangende) betekenissen in de volgende situaties:
- jongeren onder elkaar (misschien alweer wat jaartjes geleden)
- op de dieetclub
- biologen en medici aan de snijtafel
- tijdens de afwas
- de chef-automonteur tegen zijn stagiair

In het cabaret wordt vaak gebruikgemaakt van dergelijke polysemantische woorden waarvan de juiste betekenis van de context afhangt. Door in zeer korte tijd van context te wisselen worden soms absurde situaties uitgelokt, en dit vormt ook de bron van veel taalspelen.